# Centralamerikanska klätterråttor
Centralamerikanska klätterråttor (Tylomys) är ett släkte gnagare i familjen hamsterartade gnagare (Cricetidae).

## Beskrivning
Arterna når en kroppslängd mellan 17 och 26 cm och därtill kommer en 20 till 25 cm lång svans. Vikten är bara känd för arten T. nudicaudus, som väger cirka 280 gram. Pälsens färg är beroende på art och är på ovansidan röd, brun eller svartgrå, buken är vit eller gul. Den långa svansen är bara glest täckt med hår. De stora öronen är nakna. Med sina korta breda bakfötter är de bra anpassade för livet på träd.
Släktets utbredningsområde sträcker sig från södra Mexiko till Colombia och norra Ecuador. De vistas vanligen på träd, på klippor och vid strandlinjer.
Levnadssättet är främst känt från individer i fångenskap. De åt frön och frukter och honor födde efter ungefär 40 dagar dräktighet kullar med genomsnittlig 2,3 ungar. Livslängden gick upp till något över fem år.

## Systematik
Centralamerikanska klätterråttor är ett av fyra släkten i underfamiljen Tylomyinae bland hamsterartade gnagare. De räknas med den storörade klätterråttan (Ototylomys phylotis) i ett gemensamt tribus.
Wilson & Reeder (2005) skiljer mellan sju arter:
- Tylomys bullaris hittades bara på ett ställe i den mexikanska delstaten Chiapas. Arten listas av IUCN som akut hotad (CR).
- Tylomys fulviventer lever uteslutande i östra Panama, listas med kunskapsbrist (DD).
- Tylomys mirae är den enda sydamerikanska arten med ett utbredningsområde i västra Columbia och nordvästra Ecuador, listas som livskraftig (LC).
- Tylomys nudicaudus hittas från södra Mexiko till Nicaragua, är likaså livskraftig.
- Tylomys panamensis lever endemisk i östra Panama, listas med kunskapsbrist.
- Tylomys tumbalensis lever som den förstnämnda arten bara i Chiapas och betraktas likaså som akut hotad.
- Tylomys watsoni hittas i Costa Rica och Panama, listas som livskraftig.